# Fascination (film, 2004)
Pour les articles homonymes, voir Fascination.
Pour plus de détails, voir Fiche technique et Distribution.
Fascination est un film germano-britannique réalisé, scénarisé et produit par Klaus Menzel en 2004.

## Synopsis
Le jeune Scott Doherty (Adam Garcia) devient méfiant lorsque sa mère (Jacqueline Bisset) projette d'épouser Oliver Vance (Stuart Wilson) peu après la mort prématurée de son mari. Scott enquête avec la jolie fille d'Oliver, Kelly (Alice Evans), qui partage les doutes de Scott sur les noces à venir. En cours de route, il tombe amoureux de Kelly, mais une explosion fatale bouleverse la vie de Scott — et les preuves le désignent comme le meurtrier. A-t-il été piégé ?

## Fiche technique
- Titre : Fascination
- Réalisation : Klaus Menzel
- Scénario : Daryl Haney, John L. Jacobs et Klaus Menzel
- Assistant-réalisateur : Colleen Comer
- Coproducteur : Peter McRae
- Compositeur : John Du Prez
- Chef opérateur : Reinhart 'Rayteam' Peschke
- Format : couleurs (Technicolor) sur super 35 mm au 2.35:1 - DTS - | Dolby Digital | SDDS
- Photographe de plateau : Laura Magruder
- Techniciens en électronique pour la caméra : Gilberto Rosario, Juan A. Torres, Sajid Berrios, Jason Chavez, Felix Nunez
- Montage : Toby Yates
- Directeur artistique : Mayna Magruder
- Décorateurs : Marc Greville-Masson, Monica Monserrate
- Costumière : Susanna Puisto
- Cascadeurs : Scott Doherty et John Wardlow
- Année de la production : 2004
- Genre : Drame, romance et thriller
- Durée : 1h35 min.
- Metro Goldwyn Mayer : MGM
- Date de sortie : 14 octobre 2004
- Pays : Allemagne et Grande-Bretagne

## Distribution
- James Naughton : Patrick Doherty
- Jacqueline Bisset : Maureen Doherty
- Adam Garcia : Scott Doherty
- Stuart Wilson : Oliver Vance
- Alice Evans : Kelly Vance
- Craig Cady : Phillip Shields
- Vincent Castellanos : le procureur
- Jaime Bello : Martin Earnhardt
- Ann- Michele Fitzgerald : Sammi Russell
- Ted Richard : le premier inspecteur
- Gary- Michael Davies : le second inspecteur
- Cucho Viera : le pharmacien
- William Sloan : le médecin urgentiste
- Elia Enid Cadilla : le juge d'instance
- Idee B. Charriez Millet : l'infirmière
- J. C. Love : le docteur Reis